# Freie Universität Burgas
Die Freie Universität Burgas (bulgarisch: Бургаски Свободен Университет, Bulgarski Swoboden Uniwersitet) kurz BFU - ist eine private Universität in der bulgarischen Stadt Burgas. Es gibt vier Fakultäten:
- Rechtswissenschaften
- Wirtschaftswissenschaften
- Ingenieurs- und Naturwissenschaften
- Humanwissenschaften

Die Universität ist Mitglied im Netzwerk der Balkan-Universitäten und verfügt über eine Cisco Networking Academy. Rektor ist Petko Chobanov.

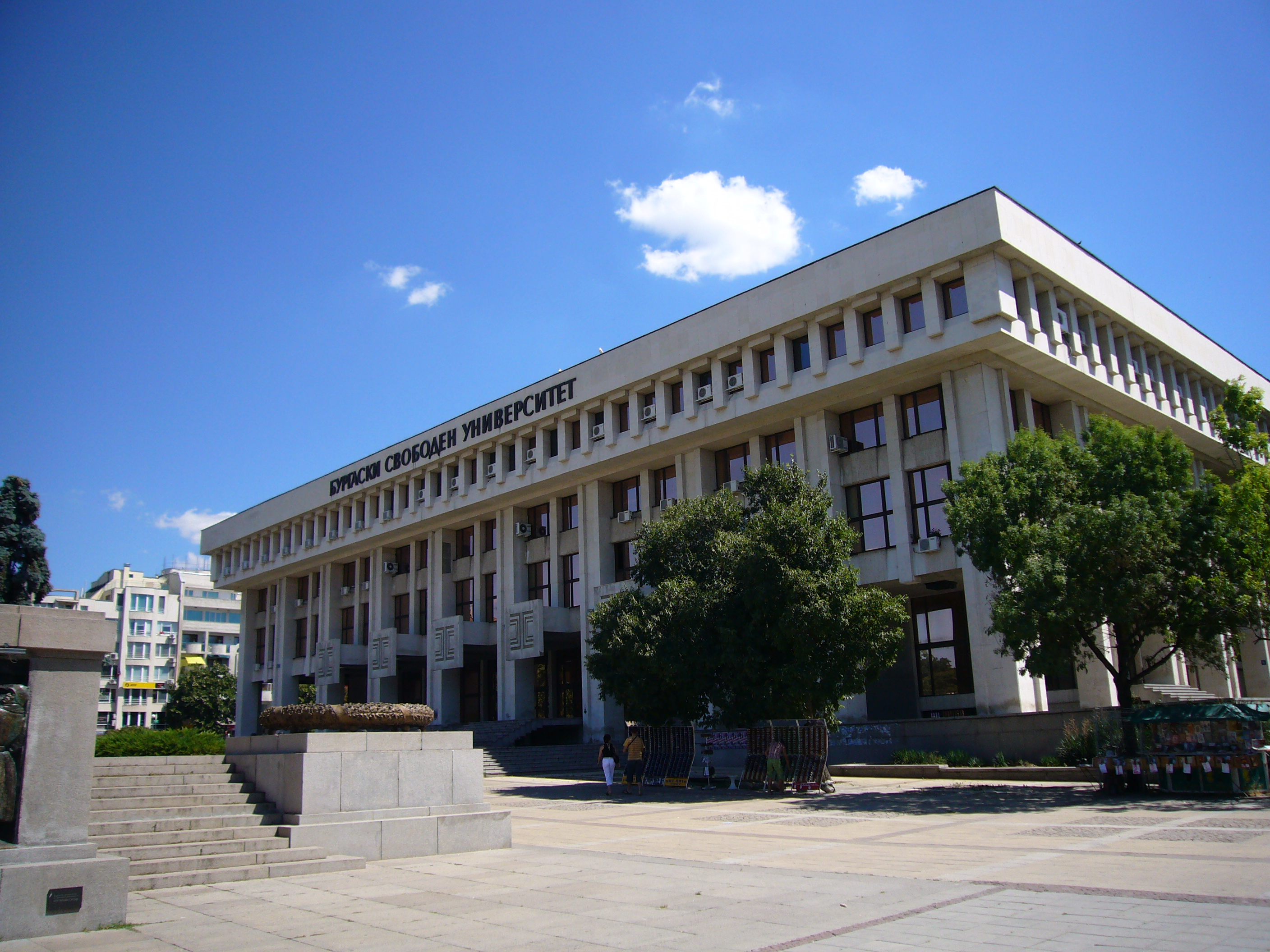
Das Alte Gebäude…
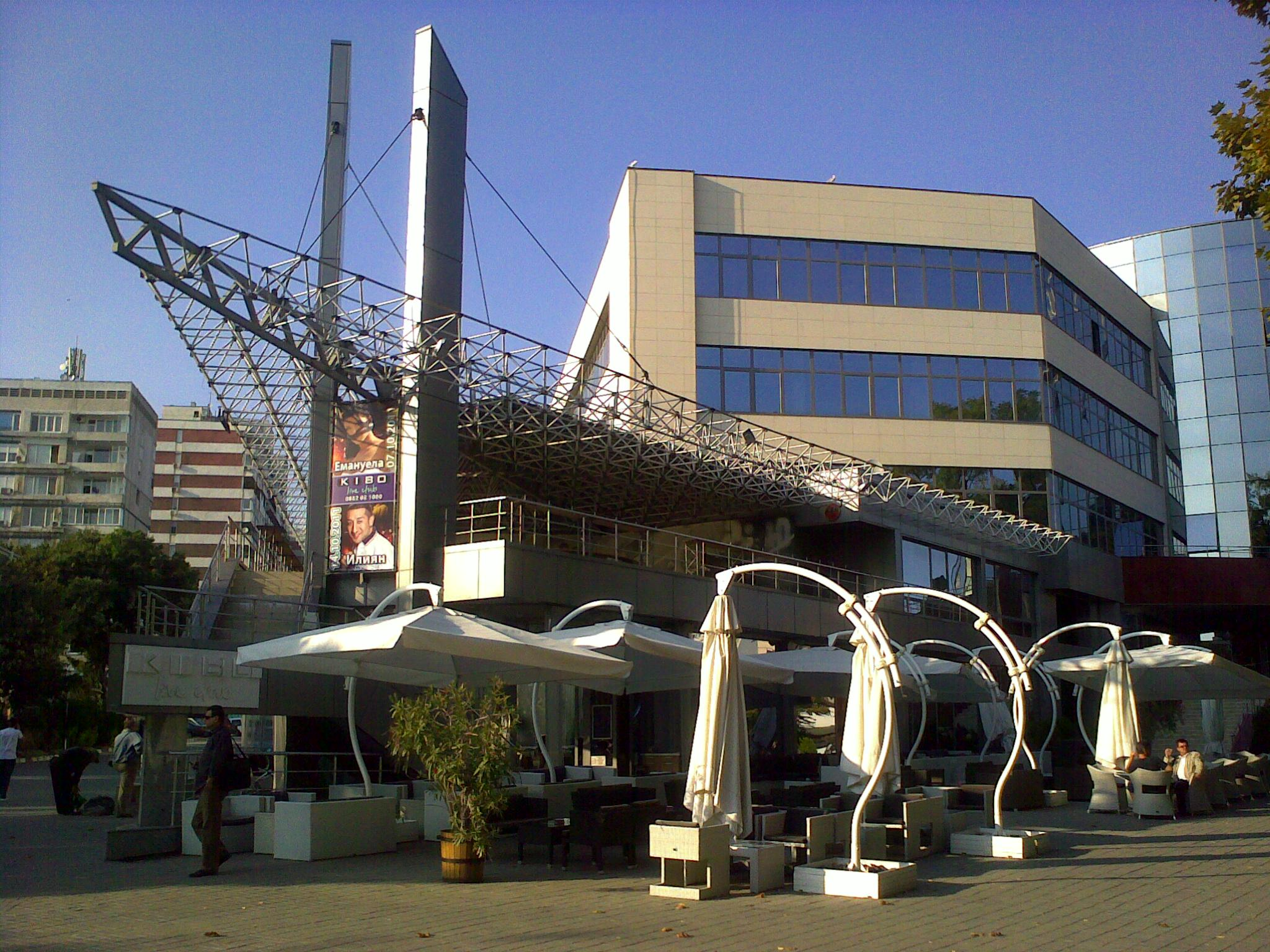
…und das Neue Gebäude der freien Universität Burgas